# Félix Denayer (hockeyspeler)
Félix Denayer (Edegem, 31 januari  1990) is een Belgisch hockeyer. 

## Levensloop
Denayer werd op 6-jarige leeftijd actief in het hockey bij KHC Dragons, de ploeg waar hij tot op heden actief is.
Denayer nam deel aan de Olympische Zomerspelen 2008, de Olympische Zomerspelen 2012, Olympische Zomerspelen 2016 en de Olympische Zomerspelen 2020. Met het nationaal team werd hij vijfde op de Spelen in Londen, haalde hij zilver in Rio de Janeiro en goud in Tokyo. 
In 2013 en 2017 werd hij met de Red Lions vice-Europees kampioen. Hij nam met de Red Lions ook deel aan het wereldkampioenschap in 2014 en 2018, het jaar dat België wereldkampioen werd.
Daarnaast is hij mede-eigenaar van het Noord-Ierse sportmerk Naked.